# Light, Bluesy, and Moody
Light, Bluesy, and Moody è un album di Gene Ammons, pubblicato dalla Wing Records nel 1963.Il disco raccoglie brani registrati a Chicago (Illinois) nel 1947 e 1949.

## Tracce
Lato A
1. Red Top – 3:08 (Ben Kynard, Lionel Hampton) – Registrato il 19 giugno 1947 a Chicago, Illinois
2. Hot Springs – 2:53 (Jimmy Mundy) – Registrato il 4 ottobre 1949 a Chicago, Illinois
3. When You're Gone – 3:02 (J.J. Johnson, Jimmy Mundy) – Registrato il 4 ottobre 1949 a Chicago, Illinois
4. Little Slam – 2:56 (Jimmy Mundy) – Registrato il 4 ottobre 1949 a Chicago, Illinois
5. Concentration – 2:59 (Brano tradizionale, arrangiamenti di George Stone) – Registrato il 19 giugno 1947 a Chicago, Illinois

Lato B
1. Idaho – 2:45 (Jesse Stone) – Registrato il 19 giugno 1947 a Chicago, Illinois
2. Jeet Jet – 2:30 (A.K. Salim) – Registrato il 1º dicembre 1947 a Chicago, Illinois
3. Odd-En-Dow – 2:54 (A.K. Salim) – Registrato il 1º dicembre 1947 a Chicago, Illinois
4. McDougal's Sprout – 2:12 (Ernest McDonald) – Registrato il 23 ottobre 1947 a Chicago, Illinois
5. Hold That Money – 2:20 (Arrangiamento di George Stone) – Registrato il 23 ottobre 1947 a Chicago, Illinois
6. Shermanski – 2:39 (Arrangiamento di George Stone) – Registrato il 23 ottobre 1947 a Chicago, Illinois

## Musicisti
Brani A1, A5 e B1
- Gene Ammons - sassofono tenore
- Gail Brockman - tromba
- James Craig - pianoforte
- Gene Wright - contrabbasso
- Chuck Williams - batteria
- George Stone - arrangiamenti

Brani A2, A3 e A4
- Gene Ammons - sassofono tenore
- Ernest McDonald - sassofono alto, sassofono baritono
- Josse Miller - tromba
- Matthew Gee - trombone
- Junior Mance - pianoforte
- Leo Blevens - chitarra
- Leroy Jackson - contrabbasso
- Wesley Landers - batteria
- Jimmy Mundy - arrangiamenti

Brani B2 e B3
- Gene Ammons - sassofono tenore
- John Flaps Dungee - sassofono alto, sassofono baritono
- Gail Brockman - tromba
- Junior Mance - pianoforte
- Gene Wright - contrabbasso
- Ellis Bartee - batteria
- Earl Coleman - voce
- A.K. Salim - arrangiamenti

Brani B4, B5 e B6
- Gene Ammons - sassofono tenore
- Ernest McDonald - sassofono alto, sassofono baritono
- Gail Brockman - tromba
- Junior Mance - pianoforte
- Gene Wright - contrabbasso
- Ellis Bartee - batteria
- Earl Coleman - voce (solo nel brano: Hold That Money)
- George Stone - arrangiamenti